# Oliver Lottke

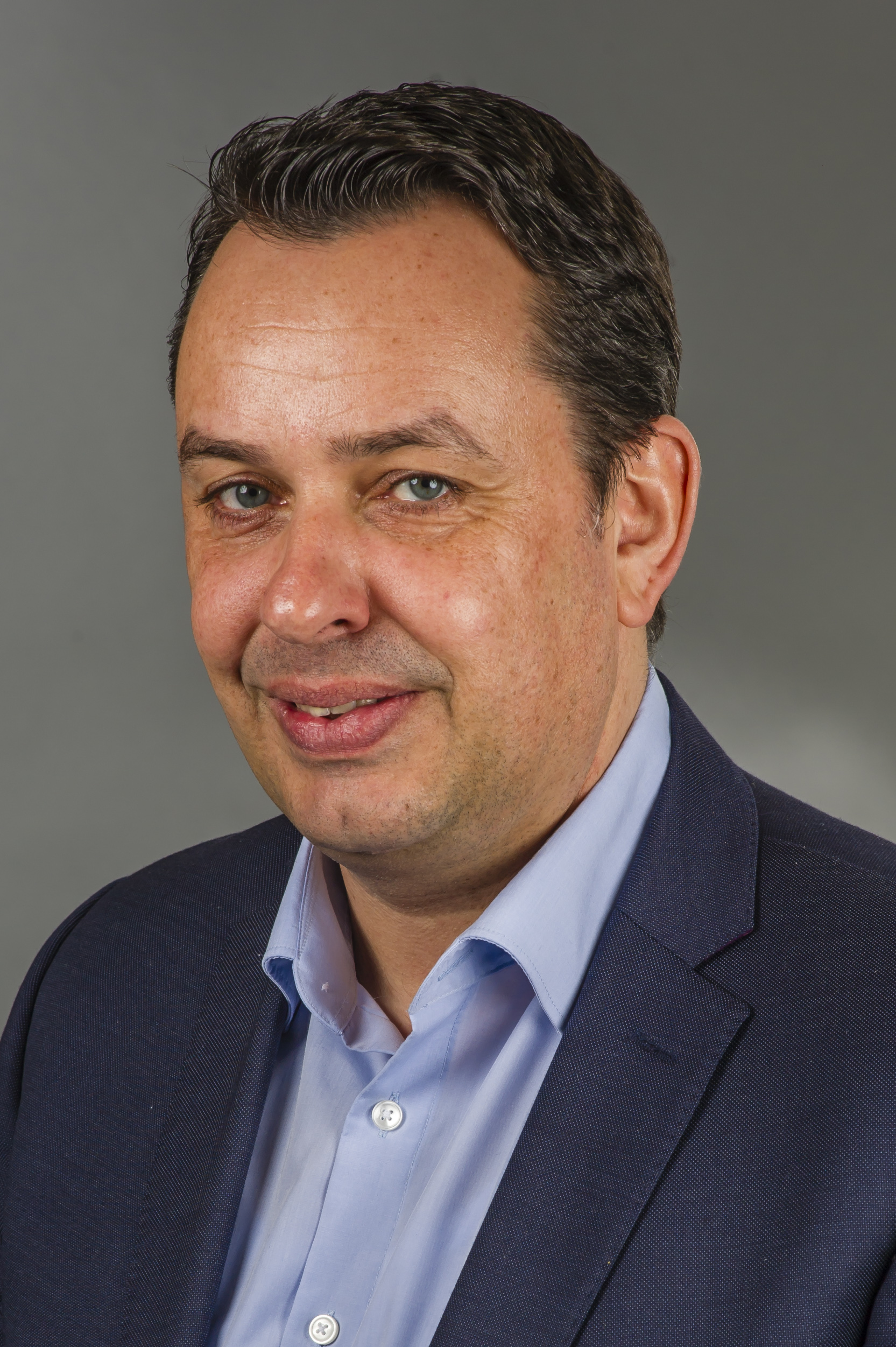
Oliver Lottke, 2018

Oliver Lottke (* 26. Dezember 1972 in Bremerhaven) ist ein deutscher Politiker (SPD). Er ist seit 2017 Abgeordneter im Landtag Niedersachsen, verheiratet und hat zwei Kinder.

## Leben
Nach dem Abitur im Jahr 1992 leistete Lottke einen einjährigen Zivildienst ab.
Von 1993 bis 2002 studiert er Sozialpädagogik an der Universität Oldenburg und von 2003 bis 2006 an der Universität Bremen. Von 1993 bis 2015 ist Lottke beschäftigt beim Diakonischen Werk Bremerhaven e. V. und bis zur Wahl in den Niedersächsischen Landtag 2017 beschäftigt bei der Gesellschaft für soziale Beratung und Unterstützung (GISBU) in Bremerhaven.
Lottke ist evangelisch-lutherischer Konfession.

## Partei und Politik
Lottke trat 2009 in die SPD ein. Bei der Landtagswahl in Niedersachsen 2017 erhielt er ein Direktmandat im Landtagswahlkreis Unterweser. Bei der Landtagswahl in Niedersachsen 2022 konnte er das Direktmandat verteidigen.
Nach der Wahl 2022 wurde Lottke zum Vorsitzenden des Ausschusses für Soziales, Arbeit, Gesundheit und Gleichstellung und ist außerdem Mitglied im Unterausschuss „Verbraucherschutz“ des Niedersächsischen Landtags.
In der vorausgegangenen Legislaturperiode war er unter anderem stellvertretender Vorsitzender der Enquetekommission zur Sicherstellung der medizinischen Versorgung.
Zudem ist Oliver Lottke seit 2014 Mitglied des Rates der Gemeinde Loxstedt und seit 2021 Vorsitzender der SPD-Ratsfraktion. Seit 2021 ist er Mitglied des Kreistages im Landkreis Cuxhaven sowie Kreisvorsitzender der SPD im Landkreis Cuxhaven.
Von 2015 bis 2022 war Lottke Vorsitzender des SPD-Ortsvereins Loxstedt.